# Henry Plumb
Charles Henry Plumb, baron Plumb (ur. 27 marca 1925 w Warwickshire, zm. 15 kwietnia 2022) – brytyjski polityk i rolnik, działacz organizacji rolniczych, poseł do Parlamentu Europejskiego I, II, III i IV kadencji, od 1987 do 1989 jego przewodniczący, par dożywotni.

## Życiorys
Kształcił się w King Edward VI School w Nuneaton. Szkołę porzucił w wieku 15 lat – w 1940 musiał podjąć pracę na rodzinnej farmie, z której dorosłych pracowników powołano do wojska. Po śmierci ojca w 1952 zajął się prowadzeniem rodzinnego gospodarstwa rolnego. Był wieloletnim działaczem organizacji branżowych rolników, od 1966 do 1969 pełnił funkcję wiceprezesa National Farmers’ Union of England and Wales, a od 1970 do 1979 stał na czele tej organizacji. Kierował również British Agricultural Council, stowarzyszeniem hodowców owiec i federacją klubów młodych rolników, a także międzynarodową organizacją zrzeszeń rolniczych COPA. W latach 1979–1989 wchodził w skład rady dyrektorów Lloyds Banku. Pełnił funkcję kanclerza Coventry University.
Był działaczem Partii Konserwatywnej. Od 1979 do 1999 przez cztery kadencje sprawował mandat eurodeputowanego, od stycznia 1987 do lipca 1989 pełnił funkcję przewodniczącego Parlamentu Europejskiego II kadencji. W 1987 otrzymał tytuł barona i jako par dożywotni zasiadł w Izbie Lordów (złożył rezygnację zasiadania w izbie w 2017).
Wyróżniany odznaczeniami m.in. portugalskimi, hiszpańskimi, niemieckimi i luksemburskimi.